# Michel Sergent
Pour les articles homonymes, voir Sergent (homonymie).
Michel Sergent est un homme politique français, membre du Parti socialiste, né le 27 décembre 1943 à Desvres (Pas-de-Calais).

## Biographie
Enseignant de formation, il est élu sénateur du Pas-de-Calais le 27 septembre 1992 puis réélu 23 septembre 2001. Il est secrétaire de la commission des finances.
Michel Sergent, non retenu sur la liste constituée en vue des élections des sénatoriales PS du Pas-de-Calais (élections du 25 septembre 2011), conduit une liste dissidente. Recueillant un peu moins de 10 % des suffrages, celle-ci ne compte aucun élu au Sénat.

## Liste des mandats et fonctions

### Mandats nationaux
- 25 avril 1983 - 1er avril 1986 : Député de la 5e circonscription du Pas-de-Calais
- 27 septembre 1992 - 30 septembre 2011 : Sénateur du Pas-de-Calais

### Mandats locaux
- mars 1977 - décembre 1979 : Conseiller municipal de Desvres
- 25 mars 1979 - 29 mars 1992 : Conseiller général du canton de Desvres
- décembre 1979 - décembre 2005 : Maire de Desvres
- 1986 - 1992 : Conseiller régional du Nord-Pas-de-Calais
- 1988 - 1992 : Vice-président du conseil régional du Nord-Pas-de-Calais
- 22 mars 1998 - 2001 : Conseiller général du canton de Desvres

### Autres mandats
- Délégué de la Communauté de communes de Desvres
- Vice-président du Parc naturel régional des Caps et Marais d'Opale
- Président de la Fédération Départementale d'Energie du Pas-de-Calais